# كيميا علي زاده
كيميا عليزادة زنوزي ((بالفارسية: کیمیا علیزاده زنوزی)، من مواليد 10 جولاي 1998) لاعبة التايكواندو الإيرانية. فازت بأولى الميداليات الأولمبية في تاريخ الرياضة الإيرانية النسوية، وذلك بفوزها ببرونزية وزن الـ57 كيلوغرام بعد تغلبها على السويدية نيكيتا غلاسنوفيتش ضمن منافسات التايكواندو في الألعاب الأولمبية الصيفية 2016 في ريو دي جانيرو. وخلال ساعات قليلة من فوزها نشر أهم موقع رياضي بولندي وبعض من سائر المواقع الإلکترونية تقريرا مصورا عن فوزها مشيرا إلى أن كيميا علي زادة حققت نصرا تاريخيا بكسبها الميدالية البرونزية في التايكواندو وهي مرتدية لحجابها.

## روابط خارجية
- كيميا علي زاده على موقع TaekwondoData.com (الإنجليزية)
- كيميا علي زاده على موقع أوليمبيديا (الإنجليزية)